# Jules Émile Planchon
Jules-Émile Planchon (Ganges, Hérault, 21 de Março de 1823 — Montpellier, 1 de Abril de  1888) foi um botânico e entomologista francês, cujos estudos permitiram o reconhecimento da origem da epifitia da filoxera que no último quartel do século XIX ameaçava devastar a viticultura europeia. Depois de um percurso académico que o levou a estagiar nos Royal Botanic Gardens de Kew, Londres, e de ter ensinado em Gand e em Nancy, foi professor da Faculdade de Ciências da Universidade de Montpellier e director do Jardin des Plantes (o Jardim Botânico) daquela cidade.

## Biografia
O seu pai era um pequeno industrial protestante, interessado no estudo da História Natural. Jules Émile também se interessou pelas ciências naturais e ingressou na Faculdade de Farmácia da Universidade de Montpellier, na qual obteve em 1844, com apenas 21 anos de idade, o seu doutoramento pela Faculdade de Ciências. Continuou os seus estudos universitários, obtendo, também na Universidade de Montpellier, a 7 de Fevereiro de 1851, o grau de doutor em Medicina com a tese intitulada Des limites de la concordance entre les formes, la structure, les affinités des plantes et leurs propriétés médicinales.
Especializou-se na área da botânica, nas qual se transformou num dos principais especialistas franceses, principalmente depois de ter trabalhado alguns anos nos Royal Botanic Gardens de  Kew, em Londres, onde William Jackson Hooker lhe confiou a conservação do herbário.
Falando correntemente inglês, regressou ao continente, tendo entre 1849 e 1851 sido docente da Ecole d’Horticulture de Gand, estabelecimento que havia sido criado por Louis van Houtte. Transferiu-se de seguida para a École de Médecine et de Pharmacie de Nancy, na qual ministrou uma cadeira de Botânica.
Após o seu regresso a Montpellier, em 1853, é nomeado professor de botânica da Faculté des Sciences (Faculdade de Ciências) da Universidade daquela cidade, cargo que manteve até ao seu falecimento em 1888. Foi igualmente, durante alguns anos, director do Jardin des Plantes de Montpellier (o Jardim Botânico daquela cidade).
A sua maior contribuição para a Ciência foi seguramente a identificação da causa da epifitia da filoxera que no último quartel do século XIX ameaçava destruir por completo a viticultura europeia. Em colaboração com o seu cunhado, o entomologista amador Jules Lichtenstein (1818-1886), conseguiu provar que a doença era causada por um insecto  de ciclo de vida complexo a que deu o nome científico de Phylloxera vastatrix (Planch., 1868). Essa descoberta, determinante na descoberta de métodos de combate e profilaxia, deveu-se em muito à sua abertura de espírito e ao relacionamento científico que mantinha com cientistas anglófonos. Em consequência, desenvolveu, em colaboração com o entomólogo norte-americano Charles Valentine Riley (1843-1895), o método de enxertia das castas europeias sobre porta-enxertos obtidos com videiras americanas, técnica que se viria a revelar como a salvação dos vinhedos europeus. Entre os seus colaboradores na expansão desta técnica teve o viticultor português Joaquim Pinheiro de Azevedo Leite Pereira.
Também se lhe deve a descrição científica da planta produtora do kiwi amarelo, a Actinidia chinensis.

## Publicações
- Histoire botanique et horticole des plantes dites Azalées de l'Inde, 1854
- Des hermodactes au point de vue botanique et pharmaceutique, 1856
- Mémoire sur la famille des Guttiferes, 1862
- Le Phylloxéra (de 1854 à 1873) résumé pratique et scientifique, 1873
- Les mœurs du Phylloxéra de la vigne: résumé biologique, 1877
- Les vignes américaines: leur culture, leur résistance au phylloxéra et leur avenir en Europe, 1875
  - Em inglês
- "On Meliantheae, a new natural order" proposta e definida por J. E. Planchon, 1848
- "The Eucalyptus globulus from a botanic, economic, and medical point of view, embracing its introduction, culture, and uses" 1875[2]